# Dietrich Busse
Dietrich Busse (* 30. September 1952 in Detmold) ist ein deutscher Germanist.

## Leben
Er studierte Philosophie, (Allgemeine) Sprachwissenschaft, Germanistik, Soziologie und Politische Wissenschaft an den Universitäten Bonn (ein Semester), Bielefeld (drei Semester), Heidelberg (bis zum Examen). Seine akademischen Lehrer sind Ernst Tugendhat, Dieter Henrich, Hans-Friedrich Fulda (Philosophie), Niklas Luhmann (Soziologie), Hugo Moser, Peter von Polenz, Rainer Wimmer, Herbert Ernst Wiegand, Klaus Heger (Sprachwissenschaft), Klaus von Beyme (Politische Wissenschaft). Studienabschlüsse erwarb er in den Fächern Philosophie (1. Hauptfach), Germanistik (2. Hauptfach) und Politische Wissenschaft (3. Hauptfach) an der Universität Heidelberg.
Nach der Promotion 1984 zum Doktor der Philosophie im Fach Germanistische Sprachwissenschaft an der Universität Heidelberg war er von 1985 bis 1990 wissenschaftlicher Mitarbeiter für Germanistische Linguistik am Institut für Sprache und Literatur der TH Darmstadt. Nach der Habilitation 1990 sowie Verleihung der Venia legendi und der Privatdozentur im Fach Germanistische Linguistik durch den Fachbereich 2 der TH Darmstadt erhielt er 1993 die Berufung auf eine Professur für Germanistische Linguistik am Institut für deutsche Sprache und Literatur der Universität zu Köln. 2001 folgte er der Berufung auf den Lehrstuhl für Germanistische Sprachwissenschaft am Germanistischen Seminar der Heinrich-Heine-Universität Düsseldorf. 2011 war er Gründungsmitglied des SFB 991 Die Struktur von Repräsentationen in Sprache, Kognition und Wissenschaft. Von 2006 bis 2016 war er Mitglied des Akademischen Senats der Heinrich-Heine-Universität Düsseldorf. April 2018 folgte die Versetzung in den gesetzlichen Ruhestand.

## Werk
Busse ist fachlich vor allem für seine Arbeit in der linguistischen Teildisziplin der Semantik bekannt. Als Vorreiter der u. a. an die Begriffsgeschichte Reinhart Kosellecks anschließenden sogenannten Historischen Semantik sind seine Forschungsarbeiten maßgeblich gewesen für die Entwicklung der modernen poststrukturalistischen Linguistik.

## Schriften (Auswahl)
- Historische Semantik. Analyse eines Programms. Stuttgart 1987, ISBN 3-608-91448-X.
- Textinterpretation. Sprachtheoretische Grundlagen einer explikativen Semantik. Opladen 1992, ISBN 3-531-12296-7.
- Recht als Text. Linguistische Untersuchungen zur Arbeit mit Sprache in einer gesellschaftlichen Institution. Tübingen 1992, ISBN 3-484-31131-2.
- Juristische Semantik. Grundfragen der juristischen Interpretationstheorie in sprachwissenschaftlicher Sicht. Berlin 1993, ISBN 3-428-07728-8.